# Adolph von der Recke
Adolph Frederik von der Recke, född 17 maj 1820 i Sparresholm, död 6 december 1867 i Köpenhamn, var en dansk ämbetsman, författare, översättare och dramatiker.
Adolph von der Recke var son till ingenjörsmajoren Peter Blankenborg Prydz von der Recke (1793–1847) och Caroline Cecilie Petersen (1795–1868). Han tog studentexamen 1838 och blev cand. jur. från Köpenhamns universitet 1844. Han gjorde sedan karriär som ämbetsman, först som anställd i admiralitetskollegiet. Han avancerade sedan till att bli kanslist (1847) och fullmäktig (1863) i det danska marindepartementet. Utöver detta var han från 1846 även löjtnant i det kungliga livgardet, artistisk direktör på Tivoli (1857-1867) och i tolv år lärare vid Det Kongelige Blindinstitut.
Adolph von der Recke översatte en stor mängd franska och tyska skådespel, lustspel, operetter och vaudeviller till danska. Till dessa hör verk av Louis François Clairville, Eugène Labiche, Ludwig Schneider, Jules Barbier och Victorien Sardou. Han skrev dessutom själv, ofta tillsammans med Poul Chievitz, ett femtiotal pjäser, lustspel och vaudeviller som sattes upp på Det Kongelige Teater, det danska hovet och på Folketeatret.